# Ganshoren

Bandeira de Ganshoren

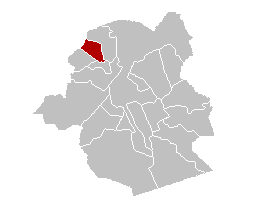
Ganshoren na Região de Bruxelas-Capital

Ganshoren é uma das dezenove comunas localizadas na Região de Bruxelas-Capital da Bélgica. Em 2006, tinha uma população total de 20.970 e sua área total é 2,46 km², o que gera uma densidade populacional de 8.541 habitantes por km².

## Pronúncia
- em em neerlandês:  [ˈʝɑns(ɦ)oːrə(n)]
- em francês:  [gɑnsoˈʁen]